# وشترهولت
وشترهولت (به آلمانی: Westerholt) یک شهر در آلمان است که در Holtriem واقع شده‌است. وشترهولت ۲٬۳۵۳ نفر جمعیت دارد.